# Brownie
Il brownie, noto anche come chocolate brownie o Manchester brownie, è un biscotto al cioccolato, tipico dessert della cucina statunitense, chiamato così per via del suo colore scuro (brown, marrone). 
È un biscotto tagliato a piccoli quadrettini. I brownie possono essere ricoperti con della glassa e possono contenere delle scaglie di cioccolato o nocciole e possono essere aromatizzati a vari gusti, come ad esempio vaniglia o menta. Spesso vengono serviti con del latte caldo o del gelato e talvolta con della panna montata, specialmente nei ristoranti. Sono popolari anche come spuntino o come merenda, specialmente accompagnati da un caffè.
I principali ingredienti sono farina, zucchero, cioccolato (generalmente fondente, o in abbinamento al cioccolato al latte e al cioccolato bianco), burro, uova e facoltativamente nocciole. Nella ricetta originale non è previsto il lievito. Esistono comunque molte ricette differenti per i brownie e le versioni semplici spesso fungono da introduzione alla cucina. 
Esiste una versione bianca del brownie, chiamata blondie, preparata senza cacao, spesso con del cioccolato bianco al suo posto.

## Origini
Una delle prime ricette dei brownies è quella di Bertha Palmer, una mondana di Chicago, il cui marito possedeva il Palmer House Hotel. Un giorno nel 1893, chiese ad un pasticciere di creare un dolce adatto alle donne che frequentavano il Chicago World's Columbian Exposition. Chiese poi che il dolce fosse simile ad un piccolo pezzo di torta e che si potesse consumare anche durante un pranzo al sacco. Il risultato fu chiamato Palmer House Brownie, che conteneva noci ed era ricoperto di glassa alle albicocche.
Tutt'oggi al Palmer House Hotel viene servito un dolce ai clienti che si dice venga fatto usando la stessa ricetta originale. 
Il nome fu dato poco dopo il 1893, ma non venne usato da libri di cucina o riviste dell'epoca. 
La prima volta che la parola brownie venne usata in un'edizione cartacea, fu per descrivere un dolce che apparve nel 1896 in un libro chiamato "Boston Cooking-School Cook Book" di Fannie Farmer, in riferimento alle torte di melassa fatte individualmente in stampi da cucina. Le prime ricette note pubblicate per un moderno brownie al cioccolato apparvero in "Home Cookery" (1904, Laconia, NH), Service Club Cook Book (1904, Chicago, IL), The Boston Globe (2 aprile 1905 pag. 34), e l'edizione del 1906 di Fannie Farmer. Queste ricette produssero un brownie relativamente morbido e più simile ad una torta. Nel 1907 il brownie venne reso in forma più riconoscibile, che apparve in "Lowney's Cook Book" di Maria Willet Howard (pubblicato da Walter M. Lowney Company, Boston) come un adattamento del  "Boston Cooking-School Cook Book" e con il nome "Bangor Brownie". Venne aggiunto un uovo in più e un pezzo aggiuntivo di cioccolato, creando un ricco e morbido dessert. Il nome "Bangor Brownie" sembra derivare dalla città di Bangor, nel Maine, dove si dice che fu la città natale di una casalinga che creò la ricetta originale del brownie.